# Dimorfoteka

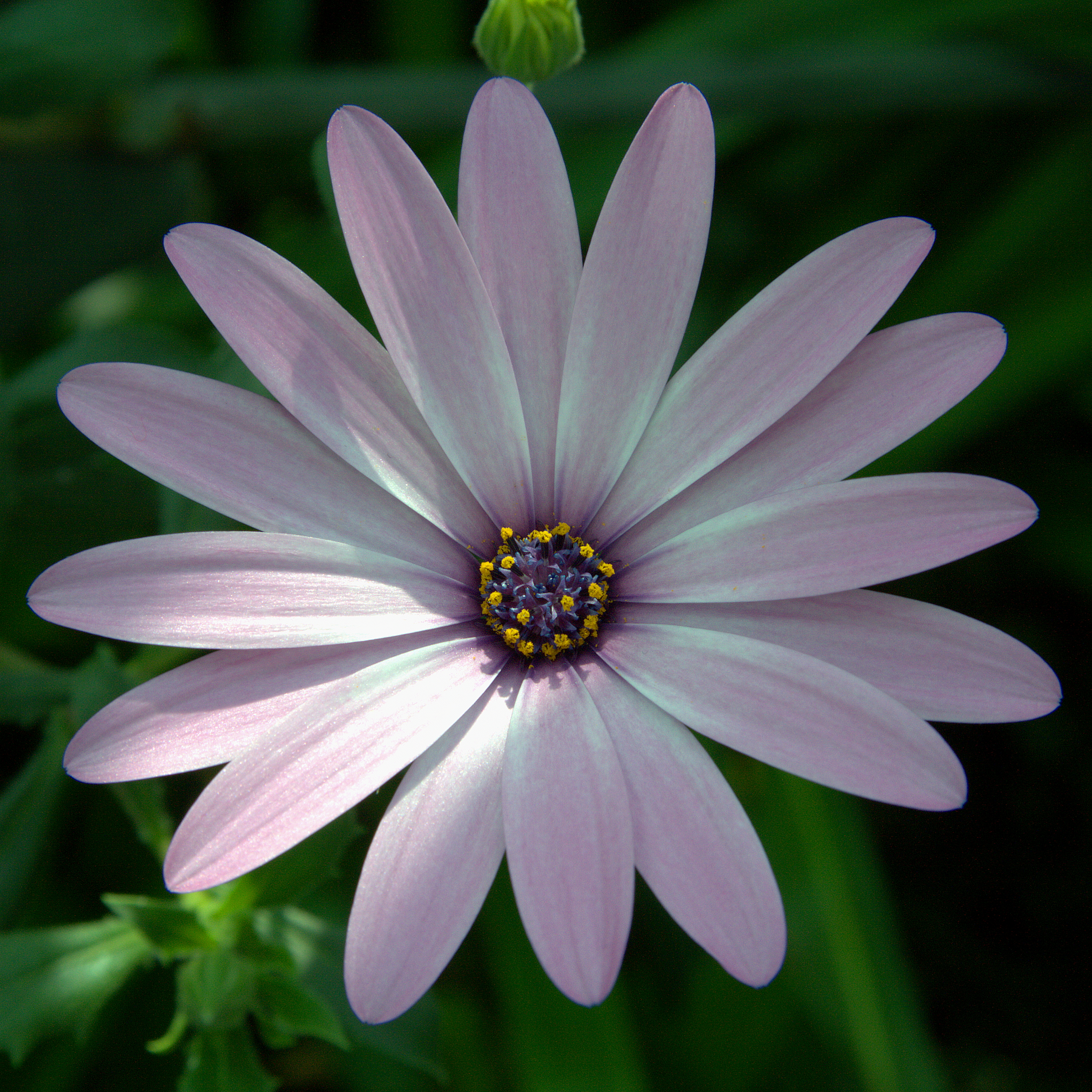
Kwiatostan Dimorphotheca jucunda

Dimorfoteka (Dimorphotheca Moench) – rodzaj roślin z rodziny astrowatych. Obejmuje 19 gatunków. Występują w południowej Afryce – na południe od Namibii, Botswany i Zimbabwe. Są to rośliny jednoroczne, byliny lub krzewinki pochodzące z Afryki Południowej i są spokrewnione z gatunkami rodzaju kościanik Osteospermum. W Polsce rośliny te są uprawiane. Dimorfoteka gruczołowata D. pluvialis przejściowo dziczeje z upraw (ma status efemerofita).

## Systematyka
Pozycja systematyczna
Rodzaj z rodziny astrowatych Asteraceae, w obrębie której zaliczany jest do podrodziny Asteroideae i plemienia Calenduleae.
Wykaz gatunków
- Dimorphotheca acutifolia Hutch.
- Dimorphotheca barberae Harv.
- Dimorphotheca caulescens Harv.
- Dimorphotheca chrysanthemifoli a (Vent.) DC.
- Dimorphotheca cuneata DC.
- Dimorphotheca dregei DC.
- Dimorphotheca ecklonis DC.
- Dimorphotheca fruticosa (L.) DC.
- Dimorphotheca jucunda E.Phillips
- Dimorphotheca montana Norl.
- Dimorphotheca nudicaulis (L.) DC.
- Dimorphotheca pluvialis (L.) Moench – dimorfoteka gruczołowata
- Dimorphotheca polyptera DC.
- Dimorphotheca sinuata DC. – dimorfoteka pomarańczowa
- Dimorphotheca spectabilis Schltr.
- Dimorphotheca tragus (Aiton) DC.
- Dimorphotheca venusta (Norl.) Norl.
- Dimorphotheca walliana (Norl.) B.Nord.
- Dimorphotheca zeyheri Sond.

## Zastosowanie
Niektóre gatunki są uprawiane jako rośliny ozdobne, w Polsce ze względu na klimat tylko jako rośliny jednoroczne. Wymagają słonecznego stanowiska oraz żyznej i przepuszczalnej gleby, są natomiast odporne na zasolenie. Rozmnaża się je przez nasiona wysiewane wiosną. Usuwanie przekwitniętych koszyczków kwiatowych przedłuża okres kwitnienia rośliny. W czasie wilgotnego lata mogą być atakowane przez choroby grzybowe.